# Alfarería en La Rioja

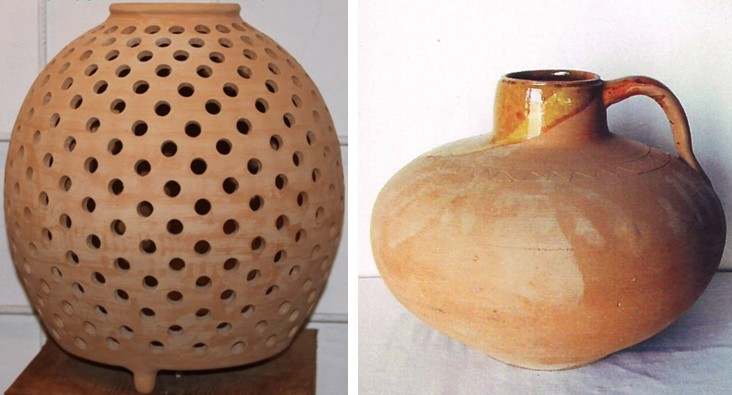
Alfarería típica de Navarrete (La Rioja, España): Caracolera, por Jesús Fajardo (izq) y cántaro de novia o cántaro panzón, por Armando Torrado (dcha). Piezas del Museo de cerámica de Chinchilla de Montearagón (Albacete).

La alfarería en La Rioja (España), como fenómeno etnográfico posterior a la romanización, aúna influencias de zonas periféricas como Aragón y Soria, con otras más alejadas, como Zamora, Valladolid, León e incluso Extremadura.
Sus centros más importantes han sido Arnedo, Haro y Navarrete, el único gran foco en activo a comienzos del siglo XXI.

## Documentación histórica
Los restos arqueológicos más antiguos en relación con el oficio de la alfarería en tierras de la comunidad de La Rioja española, se remontan al Neolítico, y se continúan en materiales del periodo romano y especialmente de la cultura mudéjar.
En cuanto a los artífices, abundan las menciones a "oficiales moros", "olleros moros" y varias sagas de conversos de este gremio apellidadas de Faz/Fad, que desembocarían en el actual de Fe. Las numerosas menciones de olleros, orceros y algún alcaller o alfaller dejan seguir un rastro claro, aunque hasta el siglo XVII no se documenta el título de maestro, y hasta el XVIII no aparece el término "alfarero".
Ya en el siglo XIX, Jovellanos recoge en sus Diarios el trabajo de los tinajeros, olleros y alfareros de Fuenmayor, Haro y Navarrete, y llega a citar a un ceramista que había conseguido imitar la loza inglesa de Bristol. Por su parte Pascual Madoz en 1849, enumera en su Diccionario alfares de "obra de tierra", o sin vidriar, en: Alesón, Arnedo, Matute, Tudelilla y Uruñuela.

## Centros alfareros desaparecidos

### Arnedo
Fue foco productor de piezas características: el así conocido como cántaro de Arnedo, de perfil bitroncocónico, similar a los aragoneses de la ribera del Jalón, a veces con un asa, vidriado por dentro y en un pequeño babero o chorreaduras por fuera. Y de entre una curiosa variedad de ollas, la llamada olla de conjuros u olla de brujería, decorada con cabezas de diablos y pájaros, con cuatro asas, tapadera y vidriada casi totalmente con barniz de plomo de color melado; y usadas para verter su contenido de agua bendita desde las altas torres de los campanarios, con la esperanza de ahuyentar el mal.

### Cameros
Las ollas de cofradía hechas por encargo para las celebraciones de las cofradías religiosas, son las piezas más evocadas de la desaparecida alfarería camerana. Tenían cuatro asas aplanadas y alto cuello cilíndrico, siendo quizá las más finas de toda la región. Se conservan ejemplares del siglo XVII.

### Haro

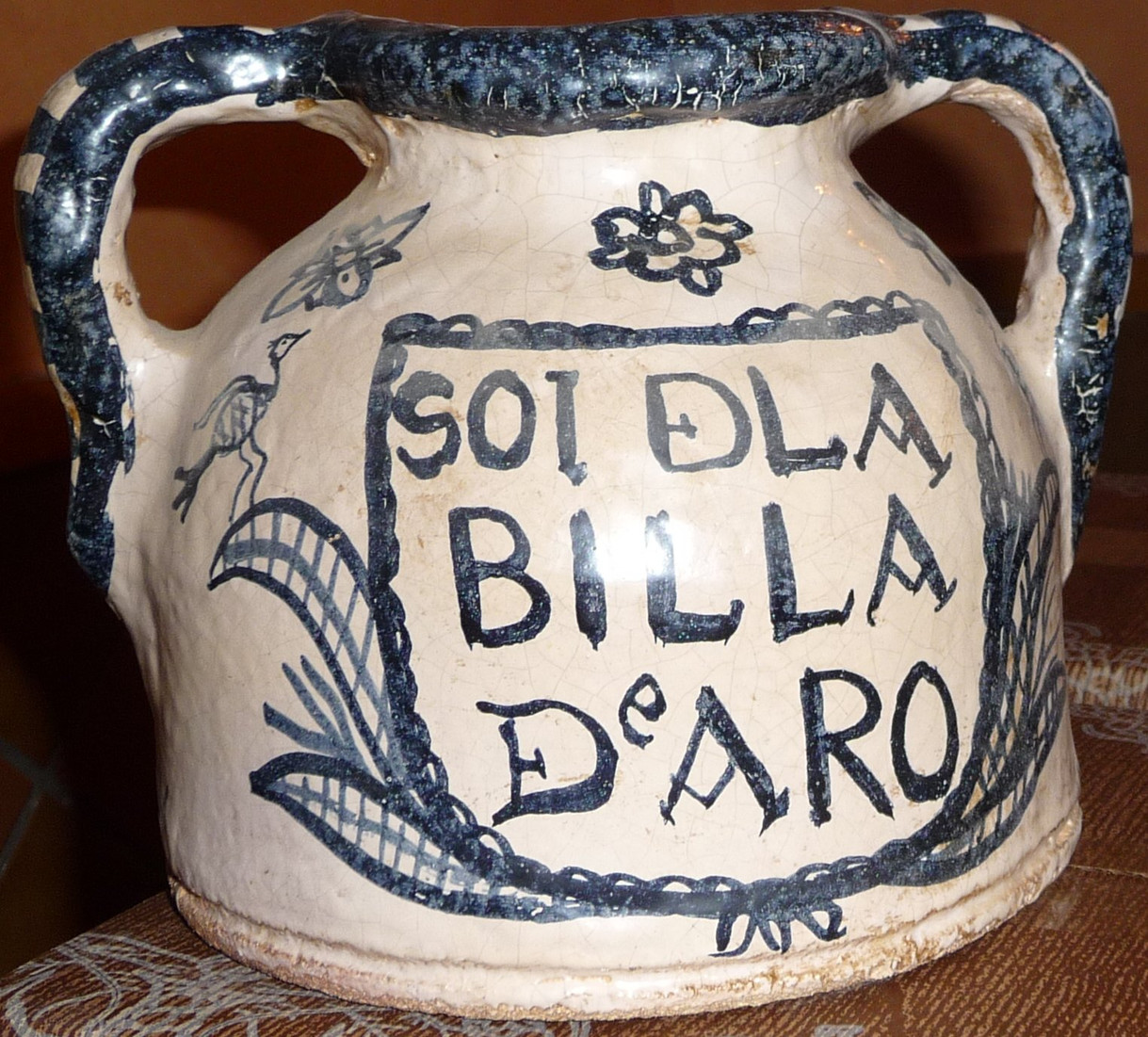
"El jarro de Haro", histórico recurso electoral municipal.

Esta localidad, foco alfarero documentado desde el siglo XIV hasta el XX, llegó a tener en el XIX la importante fábrica de loza fina de San Carlos. Con el cierre del Alfar Durá en 1965, desapareció el último obrador de Haro.
De entre las piezas características de este antiquísimo centro alfarero, se han guardado ejemplares del cántaro de encargo, decorado con plaquitas formando ondas o cabezas angélicas y una leyenda del tipo «soy de...» trazada con tierra más clara; también eran originales sus jarros de base ancha y dos asas, ornamentados con siluetas de aves pintadas con cobalto sucio y un poco de manganeso. De entre estos jarros y jarras, la más típica de Haro era la terraza, especie de gran copa con pie ancho, vidriada en blanco y decorada en azul con flores sencillas, casi infantiles.

### Logroño
La alfarería tradicional logroñesa se caracterizaba por sus piezas decoradas con estilizados motivos vegetales en zafre (cobalto) y a veces policromadas en azul, amarillo, verde, naranja... También se fabricó azulejería de estilo talaverano. 
En el Museo de La Rioja se ha recogido material etnográfico procedente de muy diversos puntos de la región. El estudio de Martínez Glera documenta 39 localidades con focos alfareros, entre ellas, y además de las ya citadas: Calahorra, Cervera del Río Alhama, Ezcaray, Herce, Laguna de Cameros, Lumbreras, Nájera, Ojacastro, Santo Domingo de la Calzada, Santurde, Torrecilla de Cameros y Logroño capital.

## La cerámica de Navarrete
Centro documentado desde el siglo XVI, en 2012 cuatro familias continuaban haciendo alfarería de torno en Navarrete: los Naharro, los Torrado, los Fajardo y los Olarte. El resto de los primitivos alfares se han industrializado dedicándose a la elaboración de macetas a máquina. Desde 2009, el "NACE", gremio alfarero local, organiza en el mes de julio una Feria Nacional de Alfarería.

### Los barros
Gran parte de la materia prima se extrae todavía en los tradicionales barreros locales: el barro de color rojizo procede de "El Castillo", y para las piezas de fuego se usa el de "La Dehesa", más refractario. También se importa barro de La Bisbal (Gerona) y barro de Pereruela (Zamora), para obra de fuego.

### El torno
Los antiguos tornos, ingeniosos mecanismos portátiles hechos en madera, ya apenas se usan, si acaso para piezas o encargos especiales. A finales del siglo XX sólo quedaba uno activo en el alfar de Antonio Fajardo. Lo normal es utilizar el torno eléctrico.
Para hacer tinajas y otras piezas de gran capacidad el proceso es el siguiente: se levanta la pieza en el torno hasta la mitad o un tercio de su tamaño final y se deja secar a la sombra para que el barro coja consistencia y pueda seguírsele añadiendo rollos de barro en sentido helicoidal, girando el alfarero, casi bailando, alrededor de la gran pieza. Esta etapa se realiza habiendo colocado previamente la pieza sobre una plataforma de barro cocido espolvoreada de ceniza para que no se pegue.

### El vidriado
En Navarrete, este paso de las técnicas de fabricación sigue las mismas pautas que en el resto de La Rioja y sus provincias vecinas: vidriado de plomo, preparado en grandes barreños donde se mezcla con agua hasta conseguir un líquido espeso. Luego, con una lata o similar recipiente, se vierte en el interior de las piezas o en detalles exteriores concretos; el siguiente paso es sumergir la pieza hasta su parte más ancha (cubrirla hasta los hombros). A veces, para aumentar el tono melado del vidriado, se baña la pieza en una engalba roja previa, pero solo donde luego se aplicará el óxido de plomo.

### Los hornos

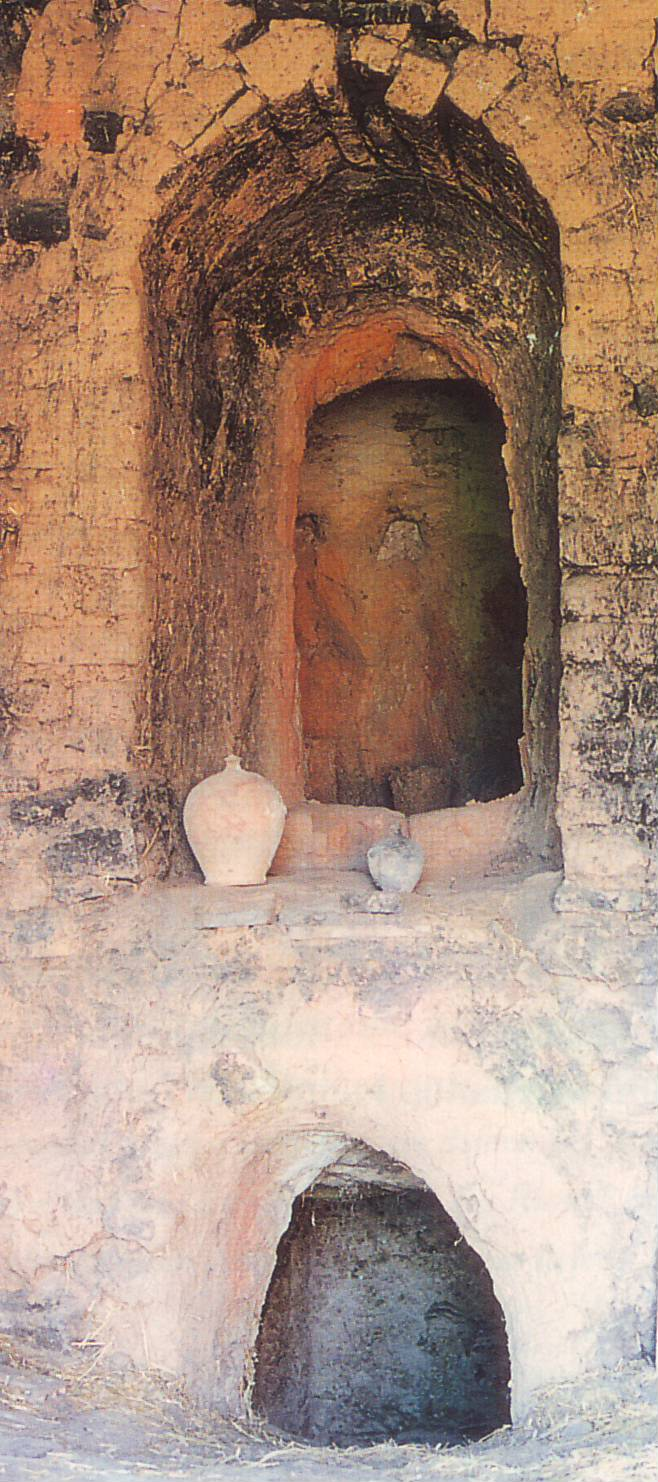

Como en toda la zona, se trabaja con el horno árabe de ladrillo refractario y con dos entradas, una baja para la leña y la superior tan grande que permita el paso de un hombre para colocar las piezas y que se sella con ladrillos y barro. Dentro, el horno consta de dos cámaras superpuestas separadas por una división agujereada; en la cámara inferior arde el fuego y en la de arriba, abovedada, se van cociendo las piezas. Se usa leña de chopo y la cocción, de diez a doce horas, alcanza los mil grados centígrados.

### Producción
La alfarería de torno de Navarrete tiene una variada producción:
- Piezas de agua originales como el cántaro de Navarrete o cántaro de "novia", aplastado, de boca ancha y diseñado para que las mocitas aprendieran a caminar con él sobre la cabeza.[12] Otro objeto curioso es el barril de campo (también llamado rayado o de boca), que recibe su nombre por el adorno de acanaladuras horizontales que el alfarero hace con los nudillos de sus manos.
- Piezas de cocina: tinajas, mantequeras, orzas (como la denominada puchero culón), pucheros para sopa sudada, escurrideras, jarras, diversos barreñones (de confitar, de matanza).
- Piezas históricas que ya no se usan pero que compran los coleccionistas, como el caneco o calentador de cama, los herradones de ordeño y diversos bebederos y comederos para animales de corral.

### Los alfareros
- Antonio Naharro Flores, oriundo de Salvatierra de los Barros (Badajoz), ha sabido mezclar el peso de la tradicional maestría extremeña con señas de identidad riojanas y de desaparecidas alfarerías fronterizas, especialmente la característica loza blanca alavesa de Narvaja.[13] También ha incorporado a su trabajo el verde de cobre al estilo de Úbeda (Jaén). En 2010 recibió un homenaje del gremio alfarero local.[14]

- Armando Torrado destaca por la policromía de sus vidriados y la recuperación colorista de piezas de rancio abolengo como los botijos de Alba de Tormes (Salamanca).[15]

- Antonio Fajardo es el único tinajero de la localidad, si bien la pieza que le ha hecho famoso es su caracolera, diseñada en 1978 y pensada originalmente para sustituir a los cestos para caracoles que estaban desapareciendo del mercado, se ha convertido en pieza decorativa muy atractiva. También con fines decorativos, elabora grandes ollas globulares de base plana, tapa curva y dos asas verticales sobre los hombros, sin vidriar. En 2010, fue incluido entre los alfareros homenajeados por el NACE, organismo gremial de Navarrete.[16]

- Del taller de la familia Olarte destaca la producción de grandes tofios y tinajas de hasta tres o cuatro arrobas, que exportan a Francia para uso en jardinería.